# إنديانابوليس 500 سنة 1978
سباق إنديانا بوليس -500 ميل 1978 أقيم في حلبة إنديانابوليس موتور سبيدواي في 28 مايو 1978 وفاز في السباق أل أنسر ‏ من فريق جيم هال بمتوسط سرعة 161.363 ميل/س (259.689 كم/س).
وكان أول المنطلقين توم سنافا بسرعة 202.156 ميل/س (325.339 كم/س).